# Temperaturkompensation
Unter Temperaturkompensation wird eine Maßnahme verstanden, die einem unerwünschten Temperatureinfluss entgegenwirkt mit dem Ziel, dass eine Änderung der Temperatur nicht zu einer Änderung des Verhaltens oder Schädigung einer Einrichtung führt.
Beispielsweise wird die unerwünschte Abhängigkeit eines elektrischen Widerstandes von der Temperatur durch zusätzliche Verwendung eines Widerstandes mit gegenläufiger Temperaturabhängigkeit ausgeglichen. Ein Kupferdraht erhöht seinen Widerstand mit steigender Temperatur; ein Heißleiter vermindert ihn. Durch eine Reihenschaltung heben sich die Einflüsse teilweise auf. Eine Anpassung der Einflüsse für möglichst vollständige Kompensation erfordert allerdings weiteren Schaltungsaufwand.
Ein Dehnungsmessstreifen (DMS) ändert seinen elektrischen Widerstand nicht nur bei Änderung seiner Dehnung, sondern auch bei Änderung seiner Temperatur. Zur Messung einer Dehnung wird der Temperatureinfluss im Wesentlichen durch eine differenzbildende Schaltung in Form einer Wheatstone-Brücke kompensiert, wobei außer dem gedehnten DMS ein weiterer – im einfachsten Falle ungedehnter – DMS eingesetzt wird. Wenn beide DMS derselben Temperatur ausgesetzt werden, fällt bei Differenzbildung der gleich große Temperatureinfluss heraus. 
Eine Bourdonfeder ist Kernstück eines Druckmessgerätes, das sich unter Druck elastisch verformt. Da die elastische Eigenschaft temperaturabhängig ist, muss die Anzeige des Druckes kompensiert werden. Dieses ist z. B. möglich mit einem Bimetallband, das die Übertragung der elastischen Auslenkung der Feder auf einen Zeiger so verändert, dass die Anzeige weitgehend nur druck-, aber nicht temperaturabhängig wird.
Intelligente Ladegeräte passen die Ladeströme an die Temperatur der Akkumulatoren an und kompensieren dadurch die verschiedenen Betriebsbedingungen zur Optimierung der Haltbarkeit.